# 马哈茂德·祖阿比
马哈茂德·祖阿比（阿拉伯语：محمود الزعبي，1935年—2000年3月7日），敘利亞前總理，出生於敘利亞杰尔贝特加沙列。他共有二兒一女。
1935年，祖阿比出生在一個遜尼派家庭中，其故鄉杰尔贝特加沙列是一座距首都大馬士革75（246英尺）遠的村莊。他是叙利亚阿拉伯复兴社会党黨員，於1987年被任命為總理；2000年3月7日，穆罕默德·穆斯塔法·米鲁繼任總理一職。
同年5月10日，哈菲兹·阿萨德將祖阿比逐出叙利亚阿拉伯复兴社会党与全国进步阵线並決定起訴之，後者的資產亦為政府所凍結。同月，祖阿比在軟禁期間自盡，在被送往醫院的途中去世。